# Vértice (anatomía)
En la anatomía de los artrópodos y vertebrados, el vértice (vertex) o vértice craneal (TA: vertex) hace alusión a la superficie superior de la cabeza.

## Vértice en los seres humanos
En los seres humanos, el vertex craneal está formado por cuatro huesos del cráneo: el hueso frontal, los dos huesos parietales y el hueso occipital. Estos huesos están conectados por la sutura coronal entre los huesos frontales y parietales, por la sutura sagital entre los dos huesos parietales, y la sutura lambdoidea entre los huesos parietales y occipital. En antropología, se toma como vertex el punto más alto del cráneo cuando la cabeza se encuentra orientada en el plano de Frankfort, es decir que la línea imaginaria que se extiende desde la parte inferior de la órbita y la parte superior del conducto auditivo externo, se encuentra paralela al piso.

### Conceptos relacionados
- Calvicie del vértice hace alusión a una forma de calvicie masculina en la cual la zona afectada se limita al vértice, asemejándose la calvicie a una tonsura.
- En obstetricia, se usan los términos parto de vértice y presentación de vértice (más comúnmente, presentación cefálica) para referirse a la postura más común en la que el bebé sale del seno materno al nacer, en contraposición con otras posturas como la correspondiente a la presentación podálica del parto de nalgas.

## Vértice en los artópodos
En entomología, el color, forma y estructuras emergentes del vértice de un insecto se usan a menudo para identificar las especies.